# Wspólnota administracyjna Gera-Aue
Wspólnota administracyjna Gera-Aue (niem. Verwaltungsgemeinschaft Gera-Aue) – wspólnota administracyjna w Niemczech, w kraju związkowym Turyngia, w powiecie Sömmerda. Siedziba wspólnoty znajduje się w mieście Gebesee.
Wspólnota administracyjna zrzesza cztery gminy, w tym jedną gminę miejską (Stadt) oraz trzy gminy wiejskie: 
1. Andisleben
2. Gebesee
3. Ringleben
4. Walschleben